# Institut d’études politiques de Rennes
Das Institut d’études politiques de Rennes (Institut für politische Studien, IEP), auch als das Institut d’études politiques (IEP) oder Sciences Po Rennes bekannt, ist eine Grande école für Politikwissenschaften in Frankreich. Der gegenwärtige Direktor ist Pablo Diaz. Neben dem IEP Paris und seiner Außenstellen ist es heute eines von acht Institut d’études politiques de Province, die örtlichen Universitäten angeschlossen sind.
Das IEP wurde 1991 gegründet und liegt am Boulevard de la Duchesse Anne in der bretonischen Hauptstadt Rennes. Schwerpunkt der Studiengänge sind Politikwissenschaft, Recht, Geschichte, internationale Beziehungen und Wirtschaftswissenschaften. Das IEP ist der Universität Rennes I zugeordnet.

## Geschichte
Die Gründung erfolgte am 13. Juni 1991 per Dekret zur selben Zeit wie das Institut d’études politiques de Lille. Es richtete sich in einem ehemaligen Schulgebäude in der Boulevard de la Duchesse Anne ein, das 1882 von dem Architekten Jean-Marie Laloy konzipiert worden war.
Auf Grund von räumlichen Schwierigkeiten wollte das IEP 2010 einige neue Standorte gewinnen und dadurch auch seine Studentenanzahl erhöhen. 2011 kam Nantes als neue Stadt ins Gespräch, wurde dann aber wegen Problemen mit der Universität Nantes aufgegeben. Seit 2012 wird nun zusätzlich in Caen gelehrt.

## Studium

### Normaler Studiengang: le „cursus Sciences Po“
Die französischen Studenten verfolgen den traditionellen „cursus Sciences Po“. Er besteht aus fünf Studienjahren. Während der ersten drei Jahre wird eine Interdisziplinarität aus Wirtschaft, Recht, Politikwissenschaft und Philosophie gelehrt. Dabei muss sich jeder Student für eine Spezialisierung entscheiden: entweder öffentliches Recht (Service public), Politik und Gesellschaft (Politiques et Société) oder Wirtschaft (Économie et finances). Das dritte Jahr muss obligatorisch im Ausland absolviert werden.
Die beiden verbleibenden Jahre werden für eine Berufsspezialisierung genutzt. Es stehen 13 verschiedene Master zur Auswahl, die in Kombination mit dem Berufseinstieg funktionieren. Unter den Lehrkörpern befinden sich somit auch Menschen aus der Berufswelt und es müssen Pflichtpraktika erledigt werden. Am Ende wird dem Studierenden das „diplôme Sciences Po“ überreicht, das als Mastergrad gilt. Einen Bachelorabschluss gibt es nicht.

### Deutsch-französischer Studiengang
Mit der Katholischen Universität Eichstätt-Ingolstadt bietet das IEP de Rennes einen deutsch-französisch integrierten Studiengang in Politikwissenschaft an.
Die deutschen Studierenden verbringen das erste Jahr in Eichstätt, wechseln dann im zweiten Jahr nach Rennes und schließen im dritten Jahr ihren Bachelor in Eichstätt ab. Anschließend verfolgen sie in Eichstätt ein Masterstudium. Im fünften Jahr können die Studierenden einen Master 2 in Rennes oder aus kooperierenden Hochschulen in Frankreich (Netzwerk der IEP) wählen.
Am Ende werden fünf Abschlüsse verliehen: der Bachelor of Arts in Politikwissenschaft der KU, der Master in Politikwissenschaft der KU, das Diplom Sciences Po des IEP de Rennes, das Diplom der Deutsch-französischen Hochschule und der Master einer französischen Universität.
Tätigkeitsfelder nach dem Studiengang sind internationale Zusammenarbeit, Europapolitik in Brüssel, Kommunikation, Journalismus oder Wirtschaft und Finanzen. Nach einer Umfrage des (offiziellen) Alumni-Vereins wurden 70 Prozent der befragten Absolvent innerhalb der ersten vier Monate angestellt.